# Sylvie Desgroseilliers
Sylvie Desgroseilliers, nascuda Sylvie Guimont (1965, Mont-real) és una cantant quebequesa de gòspel i soul, d'ascendència haitiana.

## Carrera musical
Va treballar en un despatx d'advocats fins als 35 anys, cantant només en el seu temps lliure en els cors de les esglésies, incloent el Cor de l'Església de la Jubilació de Mont-real i la Célébration de Québec. Després va començar a treballar a temps complet com a cantant. Ha aparegut als musicals Rock at the Opera, Belle & Bum i Génération Motown. El 2005, Desgroseilliers va cantar l'himne nacional a la cerimònia d'inauguració de la governadora general de Canadà, Michaëlle Jean, i el mateix any va llançar el seu primer àlbum, Sylvie Desgroseilliers, a Universal Music Canada. El seu segon àlbum Ensemble es va publicar el 2009. Canta en anglès i en francès. Desgroseilliers va actuar al 2005 en un aclamat espectacle al festival de jazz més gran del món, el Festival de Jazz Internacional de Montreal, amb Patti LaBelle. El 2006 va cantar a la inauguració dels Outgames a Mont-real. També ha aparegut en diversos programes de televisió canadencs, en gires i festivals, i continua treballant en musicals. A principis de 2015, Sylvie Desgroseilliers va aparèixer en el programa de càsting La Voix a la televisió canadenca. A més del reconeixement per la seva veu poderosa, va rebre crítiques, a causa de la seva edat, en considerar que treia el lloc a participants més joves.